# Arviat
Arviat, inuit ᐊᕐᕕᐊᑦ (tidigare Eskimo Point), är ett samhälle beläget på stranden av Hudson Bay i Kivalliq i det kanadensiska territoriet Nunavut. Befolkningen uppgick år 2016 till 2 657 invånare, vilket gjorde Arviat till Nunavuts tredje största samhälle. Det är det näst sydligaste samhället i Nunavut och det sydligaste på fastlandet. 
Söderut är samhället Churchill i Manitoba nåbart med båt, snöskoter och Bombardier och förnödenheter fraktas ofta därifrån till Arviat. Nunavuts regering utreder emellertid möjligheten att bygga en landsväg från Thompson, Lynn Lake eller Gillam till Rankin Inlet, via Arviat.